# Eclipse lunar de 4 de junho de 2012

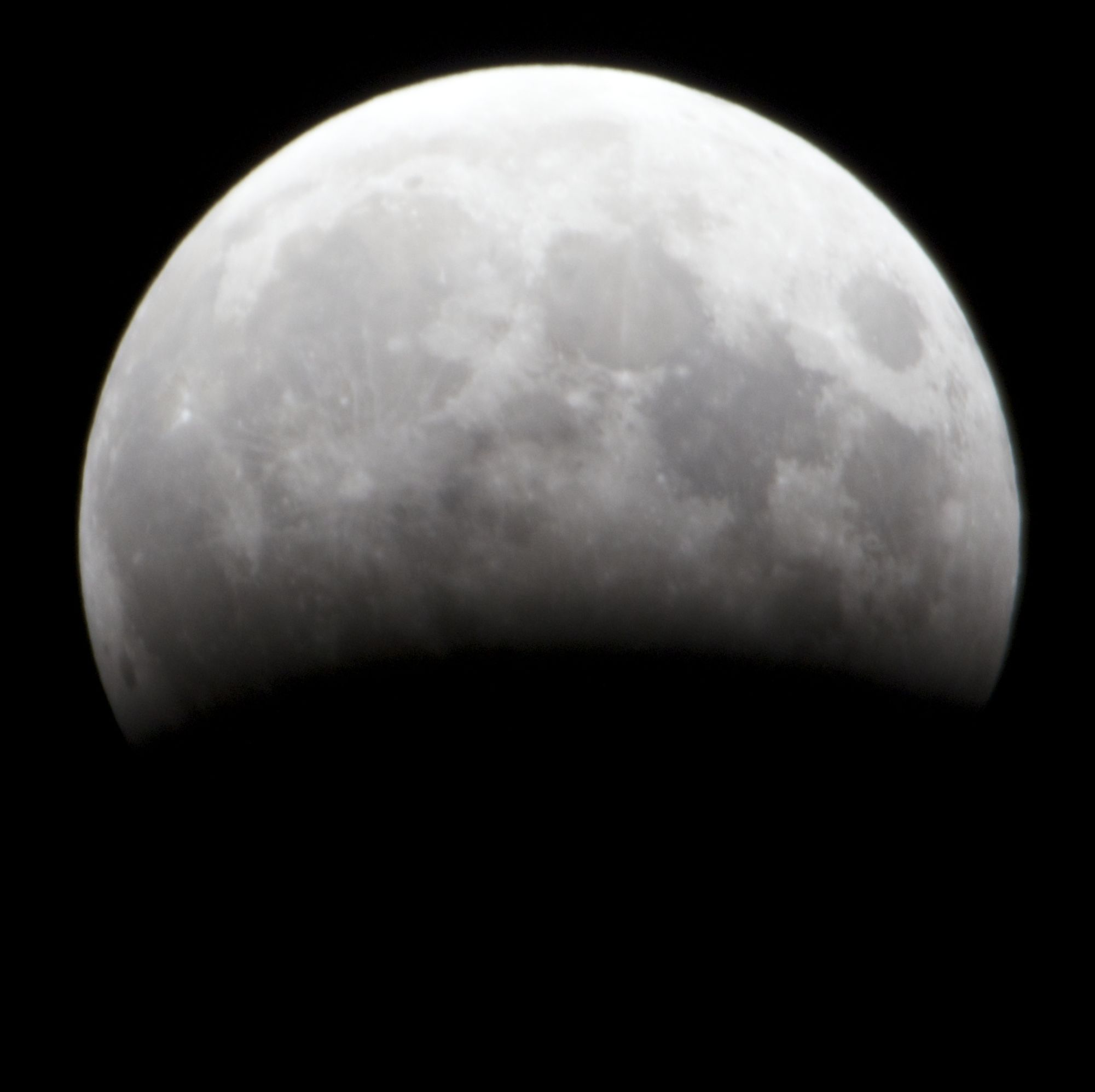
Eclipse parcial visto da Austrália - 11:06 UTC

Um eclipse lunar parcial ocorreu no dia 4 de junho de 2012, sendo o primeiro de 2012. Foi visto no leste da Ásia, na Austrália e no oeste da América do Norte.
Durante o momento máximo do eclipse, a sombra umbral da Terra cobriu apenas o trecho sul do disco lunar (cerca de 30% da superfície), que ficou obscurecido pelo cone de sombra, enquanto o restante da superfície ficou mergulhada na faixa de penumbra, com seu brilho gradualmente reduzido e um pouco mais escuro à medida que avança mais ao sul, região atingida pela umbra[carece de fontes?].